# Kajakarstwo na Letnich Igrzyskach Olimpijskich 1948 – K-1 1000 m mężczyzn
Zawody w kajakarstwie klasycznym (K1) na dystansie 1000 m mężczyzn na Letnich Igrzyskach Olimpijskich 1948 zostały rozegrane 12 sierpnia. W zawodach wzięło udział 15 zawodników z 15 państw. Zawody składały się z eliminacji i finału.

## Rezultaty

### Eliminacje
| Poz. | Zawodnicy        | Reprezentacja  | Czas   | Uwagi |
| ---- | ---------------- | -------------- | ------ | ----- |
| 1    | Gert Fredriksson | Szwecja        | 4:51.9 | Q     |
| 2    | Harry Åkerfelt   | Finlandia      | 4:52.0 | Q     |
| 3    | Walter Piemann   | Austria        | 4:52.2 | Q     |
| 4    | Lubomir Vambera  | Czechosłowacja | 4:52.8 | Q     |
| 5    | Juliaan Bogaert  | Belgia         | 5:00.1 |       |
| 6    | Hans Straub      | Szwajcaria     | 5:05.5 |       |
| 7    | Marcel Lentz     | Luksemburg     | 5:10.8 |       |

| Poz. | Zawodnicy               | Reprezentacja     | Czas   | Uwagi |
| ---- | ----------------------- | ----------------- | ------ | ----- |
| 1    | Johan Andersen          | Dania             | 4:40.9 | Q     |
| 2    | Hans Martin Gulbrandsen | Norwegia          | 4:45.4 | Q     |
| 3    | Henri Eberhardt         | Francja           | 4:45.5 | Q     |
| 4    | Wim van der Kroft       | Holandia          | 4:46.2 | Q     |
| 5    | Czesław Sobieraj        | Polska            | 4:46.5 |       |
| 6    | Thomas Horton           | Stany Zjednoczone | 4:58.0 |       |
| 7    | János Toldi             | Węgry             | 4:59.8 |       |
| 8    | Norman Dobson           | Wielka Brytania   | 5:00.1 |       |

### Finał
| Poz. | Zawodnik                | Reprezentacja  | Czas   |
| ---- | ----------------------- | -------------- | ------ |
|      | Gert Fredriksson        | Szwecja        | 4:33.2 |
|      | Johan Andersen          | Dania          | 4:39.9 |
|      | Henri Eberhardt         | Francja        | 4:41.4 |
| 4    | Hans Martin Gulbrandsen | Norwegia       | 4:41.7 |
| 5    | Wim van der Kroft       | Holandia       | 4:43.5 |
| 6    | Harry Åkerfelt          | Finlandia      | 4:44.2 |
| 7    | Lubomir Vambera         | Czechosłowacja | 4:44.3 |
| 8    | Walter Piemann          | Austria        | 4:50.3 |